# 野蠻遊戲：全面晉級
是一部於2019年上映的美國動作冒險喜劇電影，由傑克·卡斯丹執導，傑夫·賓克和史考特·羅森柏格撰寫劇本。電影改編自克里斯·凡·艾斯伯格的1981年同名童書，為2017年電影《野蠻遊戲：瘋狂叢林》的續集。主要包括巨石強森、傑克·布萊克、凱文·哈特、凱倫·吉蘭、尼克·強納斯、奧卡菲娜、瑟達留士·布蘭、麥蒂森·艾斯曼、摩根·特納、亞歴克斯·沃爾夫、丹尼·德維托和丹尼·葛洛佛。
《野蠻遊戲：全面晉級》於2019年12月13日在美國上映。

## 劇情
自從兩年前的野蠻遊戲世界冒險後，高中畢業的史賓賽·吉品、瑪莎·卡普利、安東尼·「冰箱」·強森與貝芬妮·沃克均各奔東西，貝芬妮趁這次聖誕假期為他們四人安排一次重聚。在紐約上大學的史賓賽因為他枯燥且不順心的大學生活，以及不久前跟女友瑪莎的戀情降至冰點，對這次重聚感到遲疑。回家後，他懷念兩年前在遊戲中的美好時光，於是搬出他偷偷從垃圾堆中撿回來的破損遊戲機，將其重新拼湊後回到遊戲中。隔天，瑪莎三人發現史賓賽音訊全無後拜訪他家，見到史賓賽的外公艾迪正在陪伴老友麥羅一起吃早餐。三人隨後聽到熟悉的遊戲鼓聲，在房子地下室找到遊戲機，意識到史賓賽回去遊戲世界。認為他無法一人通關後，三人只能回去遊戲裡救他，然而遊戲這次直接跳過人物選取，還將樓上的艾迪和麥羅一起吸進去，僅貝芬妮一人因遊戲滿員而留在現實。
最先進入遊戲的瑪莎發現她還是變成突擊隊長露比·魯德豪斯，而冰箱這次變成地圖學家雪萊·歐伯倫，艾迪和麥羅分別變成冒險家史摩爾德·布雷史東與動物學家富蘭克林·芬巴。在人物混雜的情況下，富有經驗的瑪莎和冰箱只能耐心地跟艾迪和麥羅講解遊戲規則以及注意事項。四人再次碰見非玩家角色兼嚮導奈傑，搭上他的飛機得知這次的劇情、人設與關卡都跟上次完全不同，這次他們必須從反派暴君尤爾根手中奪回「神鷹寶石」項鏈，並讓寶石重新照射到陽光來讓遊戲世界重現生機。而貝芬妮跑去向原先在遊戲中一起冒險的亞歴克斯·佛利克求助，得以進入遊戲中營救同伴。
瑪莎一行人被奈傑扔在起點所在的沙丘後遭遇成群的鴕鳥追逐，四人靠駕駛越野車才僥倖逃生，步行抵達第二關的綠洲城鎮。眾人在城鎮中撞見史賓賽，發現他變成全新遊戲人物：女神偷阿明。眾人無意間匯聚導致史賓賽沒能從尤爾根手中搶到開啟鎖寶石的寶箱鑰匙，史賓賽也因此損失一命，自責是自己牽連同伴而重回夥伴身邊。分頭行動的瑪莎和冰箱根據奈傑的提示尋獲一顆「野蠻遊戲果實」，期間找到一片讓他們進行對換所當角色的藍色池水。眾人離開小鎮後繼續追擊尤爾根的大軍，艾迪和麥羅爆發激烈爭吵，源於麥羅多年前瞞著艾迪賣掉他們合夥經營的餐廳而導致他們友情決裂。當一行人穿越結構複雜、遭受成群山魈看守的吊橋時，唯一精通幾何學的冰箱帶領眾人脫逃，艾迪過程中營救麥羅一命才開始相互理解。這時，進入遊戲的亞歴克斯與貝芬妮前來跟眾人匯聚，而亞歴克斯再度成為飛行員傑佛森，貝芬妮則變成一匹名為「旋風」的黑馬。即將抵達尤爾根的雪山堡壘時，艾迪得知麥羅這次回來探望是因罹患絕症而時日不長，開始學會理解朋友的苦衷。
為了確保能各顯神通，一行人靠一旁的相同藍色池水的瀑布進行角色對換，史賓賽、冰箱和貝芬妮變回各自原先當過的角色以外，艾迪和麥羅分別變成明和旋風。但潛入尤爾根的城堡過程中，艾迪和麥羅不慎被俘，迫使其他人只能分頭營救同伴再奪取寶石。史賓賽和瑪莎靠攀岩潛入城堡時，史賓賽承認自己聽說考入學院的瑪莎學業一帆風順，才讓自己產生不安全感；而瑪莎則安慰並且提醒史賓賽關於朋友陪伴的重要性。冰箱和貝芬妮靠冒充一對受邀前來的盟友潛入城堡，在尤爾根身邊拖延時間。但由於寶石項鏈被尤爾根佩戴在身上，眾人僅能正面迎敵，史賓賽獨自追擊搭乘飛艇逃跑的尤爾根，在與他徒手對打時發現尤爾根一旦接觸果實則會全身無力，這讓他有機會奪回項鏈，使尤爾根墜入山谷裡。然而周圍沒有陽光，艾迪騎著能飛躍的麥羅穿過雲朵，才使寶石重現光芒。
眾人集體大喊“野蠻遊戲”後通關，最後將項鏈歸還給奈傑保管。當每人各自握手以離開遊戲時，當中只有麥羅自願留下來守護遊戲世界，艾迪跟老友道別後陪史賓賽一行人回歸現實。經過這次經歷，史賓賽找回自我而回到朋友身邊，同時教外公艾迪玩電子遊戲。艾迪同時不再糾結於往事，首次回到原先自己的餐廳，同時受到餐廳現任擁有者諾拉熱烈歡迎，並由她提議擔任經理。就在一行人開心地在餐廳聚餐過程中，由史賓賽母親叫來的水電工無意間在屋子地下室誤觸遊戲機，最後導致來自遊戲世界裡的成群鴕鳥出現在小鎮街道上。

## 演員

### 遊戲世界
| 演員                      | 角色                                                      | 備註 |
| 巨石強森 Dwayne Johnson   | 山德·「史摩德」·布雷史東 Dr. Xander "Smolder" Bravestone  | 冒險家，艾迪的角色化身，之後再度變回史賓賽的化身。 技能：大力士、無懼、攀登、速度、迴力鏢投擲、男子氣概噴發。 弱點：弹簧刀（新增）。                                                                                                 |
| 傑克·布萊克 Jack Black    | 薛頓·「雪利」·歐布朗 Prof. Sheldon "Shelly" Oberon        | 地圖學家，冰箱的角色化身，後變回貝芬妮的化身。 技能：精通地圖學、人類學、考古學、幾何學（新增）。 弱點：忍耐力、熱浪、太陽、沙灘。                                                                                                   |
| 凱文·哈特 Kevin Hart      | 富蘭克林·「老鼠」·芬巴 Franklin "Mouse" Finbar            | 動物學家，麥羅的角色化身，後變回冰箱的化身。 技能：動物學知識、武器支援、語言專家（新增）。 弱點：蛋糕、速度、力量。 |
| 凱倫·吉蘭 Karen Gillan    | 露比·倫豪斯 Ruby Roundhouse                               | 突擊隊長，瑪莎的角色化身。 技能：空手道、合氣道、太極、戰舞、雙節棍（新增）。 弱點：毒液。 |
| 尼克·強納斯 Nick Jonas    | 傑佛森·「水上飛機」·麥唐諾 Jefferson "Seaplane" McDonough | 飛行員，亞歴克斯的角色化身。 技能：辨識陷阱、駕駛載具、調酒能力。 弱點：蚊子。 |
| 奧卡菲娜 Awkwafina        | 神偷阿明 Ming Fleetfoot                                   | 遊戲新角色，身手靈敏的女盜賊，史賓賽的角色化身，後為艾迪的化身。 技能：飞檐走壁、偷竊、開鎖。 弱點：花粉。 |
| 羅伊·麥克凱恩 Rory McCann | 暴君尤爾根 Jurgen the Brutal                              | 遊戲新角色兼主要反派，是一名野蠻、冷血、狂妄的軍閥，曾殺害布雷史東的雙親。現率領大軍洗劫部落、奪走神鷹寶石，讓世界陷入危險之中。不為人知的是，他同樣身為一名可選角色，而並非非玩家角色。 技能：殘暴、易怒、斬首。 弱點：野蠻遊戲果。 |
| 瑞斯·達比 Rhys Darby      | 奈傑·比林斯利 Nigel Billingsley                           | 遊戲嚮導，是一個非玩家角色，只有固定的對話及回答，於遊戲開場於結尾時才會出現，給予玩家通關指引。 |

### 現實世界
| 演員                           | 角色                                          | 備註 |
| 亞歴克斯·沃爾夫 Alex Wolff     | 史賓賽·吉爾本 Spencer Gilpin                  | 為人孤僻的電玩宅男，經過兩年前的遊戲冒險後在紐約大學就讀，但近期被生活與感情困擾，選擇返回遊戲中尋找自我。                 |
| 摩根·特納 Morgan Turner        | 瑪莎·卡普利 Martha Kaply                      | 曾是性格內向的文靜女孩，不想牽扯任何跟人打交道的事情。但經過遊戲冒險後變得活潑開朗，一度和史賓賽成為情侶。                 |
| 瑟達留士·布蘭 Ser'Darius Blain | 安東尼·「冰箱」·強森 Anthony "Fridge" Johnson | 身材高大的足球隊員，起初對學習成績缺乏自信、只能找史賓賽當靠山，經過遊戲冒險後才與史賓賽結成真正的友誼。                   |
| 麥蒂森·艾斯曼 Madison Iseman   | 貝芬妮·沃克 Bethany Walker                    | 熱衷手機與社群網站的校花，曾經只在乎自己的漂亮外表。經過遊戲冒險後克服自我，待人變得熱心及樂於助人。                       |
| 丹尼·德维托 Danny DeVito       | 愛德華·「艾迪」·吉爾本 Edward "Eddie" Gilpin  | 史賓賽的外公，退休的餐廳經營者，為人頑固、脾氣不好，曾將餐廳視為自己的一切，近期做完手術而搬到史賓賽家療養。               |
| 丹尼·葛洛佛 Danny Glover       | 麥羅·沃克 Milo Walker                         | 艾迪的老友兼前合夥人，說話有拐彎抹角的習慣，多年前私自轉讓餐廳以安享人生，因而與艾迪決裂友情，如今抱有遺憾而登門道歉。     |
| 柯林·漢克斯 Colin Hanks        | 亞歴克斯·佛利克 Alex Vreeke                   | 曾與史賓賽一行人同行的遊戲玩家，受困遊戲20年、被史賓賽一行人解救後返回他來自的1996年，這段期間長大成家立業並育有一兒一女。 |

遊戲新增角色中包含一匹名為旋風（Cyclone）的黑馬，作為貝芬妮的角色化身，後為麥羅的化身。在電影中以特效方式塑造，同時作為遊戲中的隱藏角色，表面上只是一匹普通黑馬，但關鍵的時候牠卻能爆發潛能，帶領所有玩家勝出過關。
畢比·諾維爾什在電影結尾客串她在1995年原版電影《野蠻遊戲》飾演的角色諾菈·夏波德（Nora Shepherd），這次作為小鎮早餐店的新經營者。丹妮亞·拉米雷兹飾演非玩家角色火焰（Flame），布雷史東的前女友。而約翰·羅斯·博維飾演卡文迪西（Cavendish），尤爾根的管家。而瑪琳·辛科從前作中回歸飾演史賓賽的母親珍妮絲·吉爾本（Janice Gilpin）。

## 製作
《野蠻遊戲：瘋狂叢林》上映後，巨石強森、傑克·布萊克和尼克·強納斯在採訪中討論了《野蠻遊戲3》的可能性，包括在電影中探索遊戲起源。凱倫·吉蘭也表示《瘋狂叢林》的另一個結局有助發展《野蠻遊戲3》。2018年1月，據報導該片可能會在2019年聖誕節上映。2018年2月，宣佈卡斯丹將回歸執導電影，羅森柏格和賓克也將回歸為電影撰寫劇本，且強森、哈特、布萊克和吉蘭回歸出演自己的角色。2018年4月，索尼將該片定於2019年12月上映。2019年1月，奧卡菲娜、丹尼·德維托和丹尼·葛洛佛加盟電影。

### 拍攝
主體拍攝於2019年1月21日開始，拍攝地點包括亞特蘭大、新墨西哥州、卡加利、堡壘山度假村和夏威夷州。2019年5月11日正式殺青。

## 發行
《野蠻遊戲：全面晉級》由索尼影視娛樂於2019年12月13日在美國上映。

## 迴響

### 評價
爛番茄根據246條評論，持有71%的新鮮度，平均得分6.1／10，觀眾投票獲得87%的分數，平均得分為4.3／5。在Metacritic上，電影獲得58分。

### 票房
台灣方面，首週五天票房為新台幣7442萬元；次週票房累計至新台幣1.3億元；第三週票房累計至新台幣1.56億元；第四週票房累計至新台幣1.69億元；最終全台票房為新台幣1.9億元。
| 上一届： 《冰雪奇緣2》 | 2019年美國週末票房冠軍 第50週     | 下一届： 《STAR WARS：天行者的崛起》 |
| 上一届： 《冰雪奇緣2》 | 2019年台北週末票房冠軍 第49-50週  | 下一届： 《葉問4：完結篇》           |
| 上一届： 《冰雪奇緣2》 | 2019年中国内地一周票房冠军 第48週 | 下一届： 《誤殺》                    |
| 上一届： 《魔雪奇緣2》 | 2019年香港一週票房冠軍 第50週     | 下一届： 《星球大戰：天行者崛起》    |

## 外部連結
- 互联网电影数据库（IMDb）上《野蠻遊戲：全面晉級》的资料（英文）
- Box Office Mojo上《野蠻遊戲：全面晉級》的資料（英文）
- Metacritic上《野蠻遊戲：全面晉級》的資料（英文）
- 爛番茄上《野蠻遊戲：全面晉級》的資料（英文）
- AllMovie上《野蠻遊戲：全面晉級》的资料（英文）
- 開眼電影網上《野蠻遊戲：全面晉級》的資料（繁體中文）
- 时光网上《野蠻遊戲：全面晉級》的資料（简体中文）
- 豆瓣电影上《野蠻遊戲：全面晉級》的資料 （简体中文）